# 陳真榮
陳真榮（1967年—），中國芭蕾舞男演員，江苏苏州人。中国国家一级演员。
陳真榮學習芭蕾舞于北京舞蹈學校，现為中國上海芭蕾舞團的主要演員，多次被邀作客席，表演主角。

## 外部連結
- 中國上海芭蕾舞團
- 芭蕾舞演員：陳真榮(英文、日文)
- 芭蕾舞演員：陳真榮(繁體中文)